# Палаучки језик
Палаучки језик је језик Палаука, народа из острвске државе Палау. Палауци чине независну етничку групу унутар малајско-полинежанске породице. Популација износи око 15.000 становника. Мањи део говорника живи на острву Гвам.
Палаучки језик има 16 фонема, 6 самогласника и 10 сугласника.